# Seven Mummies
Seven Mummies è un film statunitense del 2006 diretto da Nick Quested.

## Trama
Durante il trasporto attraverso il deserto dell'Arizona in un furgone, sei prigionieri condannati scappano dopo un incidente d'auto. Il loro capo uccide la guardia di sicurezza e rapisce la bella Lacy (una guardia donna) cercando di raggiungere il confine con il Messico. Nella loro fuga, trovano un medaglione d'oro e poi raggiunto la casa di un vecchio Apache, gli chiedono la direzione per raggiungere il Messico. L'Apache dice loro che nella direzione opposta c'è un tesoro nascosto e della maledizione che lo protegge; infatti i conquistadores spagnoli, nel XV secolo, scoprirono una miniera d'oro dopo aver assoggettato la popolazione indigena. Decidono di cercare l'oro e si imbattono in una vecchia città fantasma, popolata da strani individui che presto si riveleranno essere vampiri e zombie. A capo di questi c'è lo sceriffo locale Drake, incarnazione del male.